# Croix de schiste
 (novembre 2010).

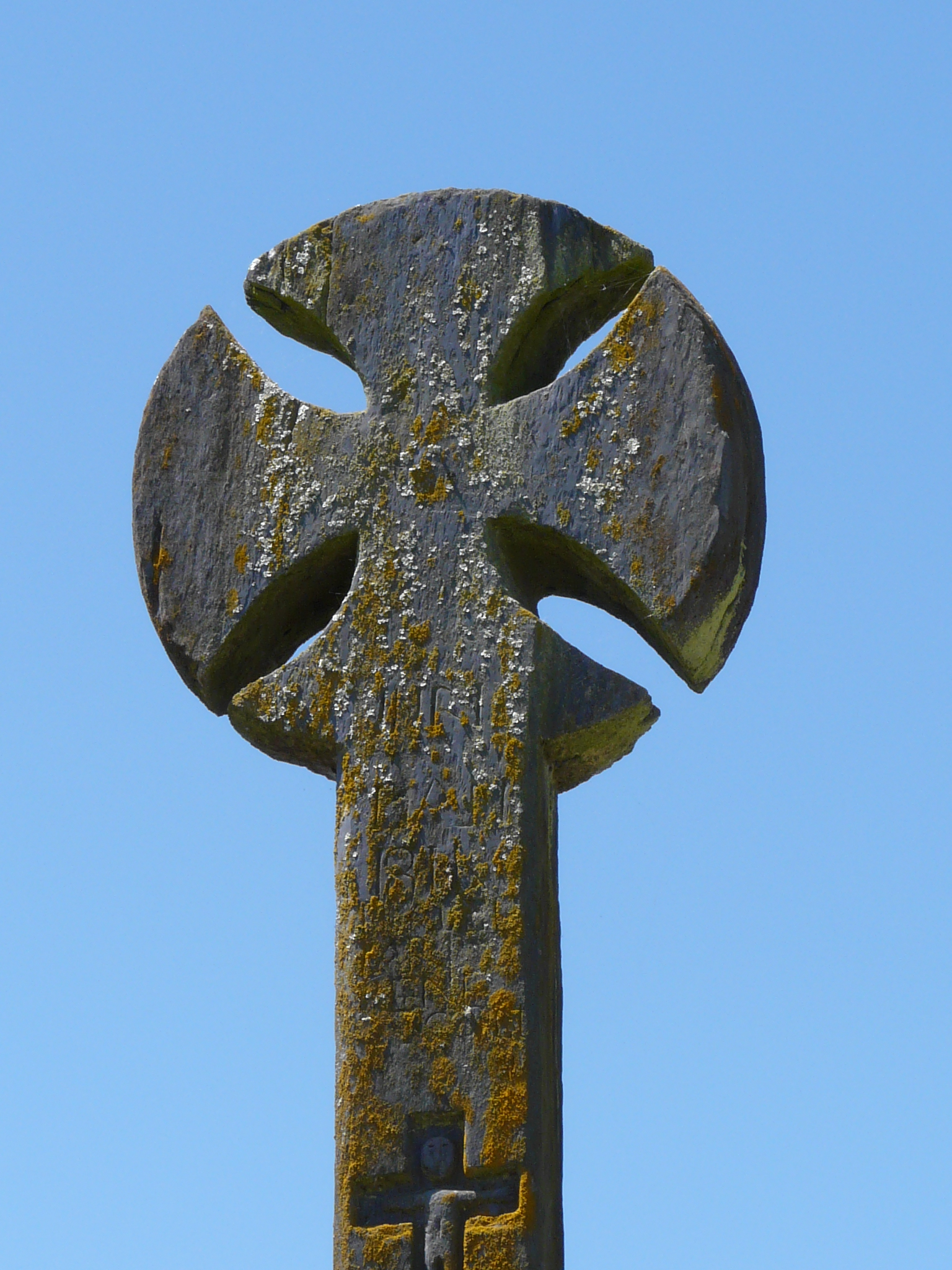
Une croix de schiste à Saffré (Loire-Atlantique)

Les Croix de schiste sont des monuments en forme de croix que l'on trouve dans différentes régions, en particulier le massif central.
Le concile de Tours de 567, le concile de Nantes de 658 et le concile de Tolède de 681 recommandent la christianisation des monuments mégalithiques eux-mêmes ainsi que les fontaines sacrées.

## Croix deschisteenAveyron

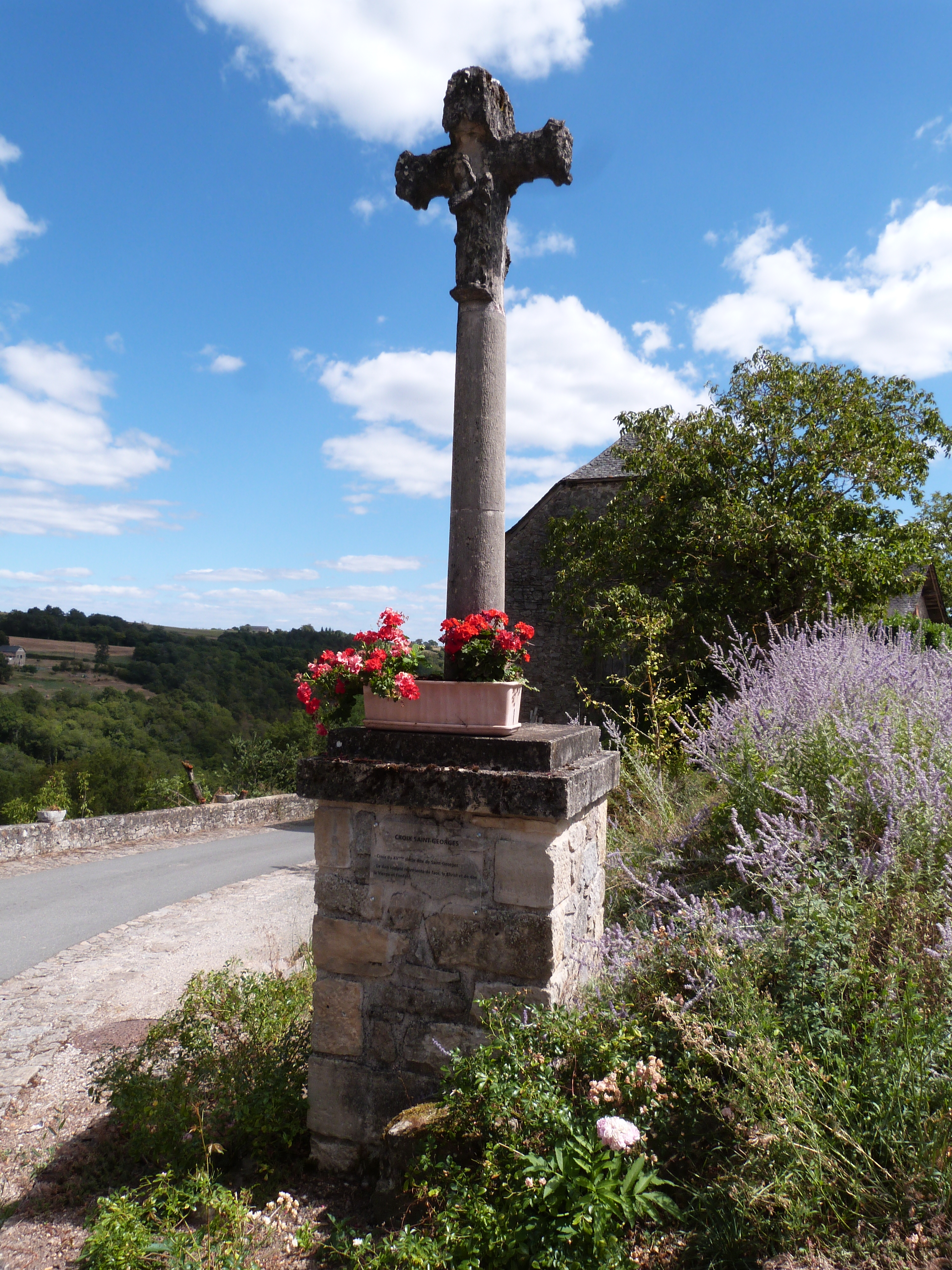
Croix à Peyrusse-le-Roc (Aveyron)

| N°   | Noms                         | Régions | Communes      | Positions L II E | Photos |
| ---- | ---------------------------- | ------- | ------------- | ---------------- | ------ |
| 01 - | La Vaysse                    | Lévézou |               |                  |        |
| 02   | Croix longue de Salles-Curan | Lévézou |               |                  |        |
| 03   | La Carrayrie                 | Lévézou |               |                  |        |
| 04   | Les Canabières               | Lévézou | Salles-Curan  |                  |        |
| 05   | La Pierre Plantée            | Lévézou |               |                  |        |
| 06   | Le Violon-Bas                | Lévézou |               |                  |        |
| 07   | Bel-Air                      | Lévézou |               |                  |        |
| 08   | Le Bastizou                  | Lévézou |               |                  |        |
| 09   | Goutelongue                  | Lévézou | Salles-Curan  |                  |        |
| 10   | Le Méjanès                   | Lévézou |               |                  |        |
| 11   | Le Caucart                   | Lévézou |               |                  |        |
| 12   | Bonnuéjouls (hameau)         | Lévézou | Trémouilles   |                  |        |
| 13   | Bonnuéjouls (route)          | Lévézou | Trémouilles   |                  |        |
| 14   | Le Maubert                   | Lévézou |               |                  |        |
| 15   | Mas de Cournet               | Lévézou |               |                  |        |
| 16   | Le Frayssou                  | Lévézou |               |                  |        |
| 17   | Gréfuel                      | Lévézou |               |                  |        |
| 18   | Le Fraysse                   | Lévézou |               |                  |        |
| 19   | La Besse                     | Lévézou |               |                  |        |
| 20   | Arques-Hautes                | Lévézou | Viala-du-Tarn |                  |        |